# 扁鹊庙 (邢台)
扁鹊庙位于河北省邢台市内丘县南寨乡神头村，南北410米，东西200米，占地面积82000平方米。始建年代不详，元代、明代重建。2006年5月，该建筑被中华人民共和国国务院核定为第六批全国重点文物保护单位。